# Camponotus knysnae
Camponotus knysnae är en myrart som beskrevs av Arnold 1922. Camponotus knysnae ingår i släktet hästmyror, och familjen myror. Inga underarter finns listade.